# Litostrov
Litostrov (in tedesco Litostrow) è un comune della Repubblica Ceca facente parte del distretto di Brno-venkov, in Moravia Meridionale.